# Gōdo (Gifu)
Gōdo (jap. 神戸町, -chō) ist eine Stadt im Landkreis Ampachi in der Präfektur Gifu, Japan.

## Geografie
Gōdo liegt in der Nōbi-Ebene an der Ostseite – mit Ausnahme des Ortsteils Nishizagura auf der Westseite – des Flusses Ibi-gawa.
Die Nachbargemeinden im Uhrzeigersinn sind Ōno im Nordosten und Osten, Mizuho im Südosten, Ōgaki im Süden sowie Ikeda im Westen und Nordwesten.

## Geschichte
Die Gemeinde Gōdo wurde am 1. April 1889 bei Einrichtung des japanischen Gemeindewesens gegründet. 1892 erfolgte die Aufstufung von einer Dorfgemeinde (mura) zu einer Kleinstadt (chō). 1950 wurden der Großteil von Kitahirano (北平野村, -mura), 1954 Shimomiya (下宮村, -mura) und Teile von Minamihirano (南平野村, -mura), sowie 1960 Teile von Kawai (川合村, -mura) eingemeindet.

## Sehenswürdigkeiten

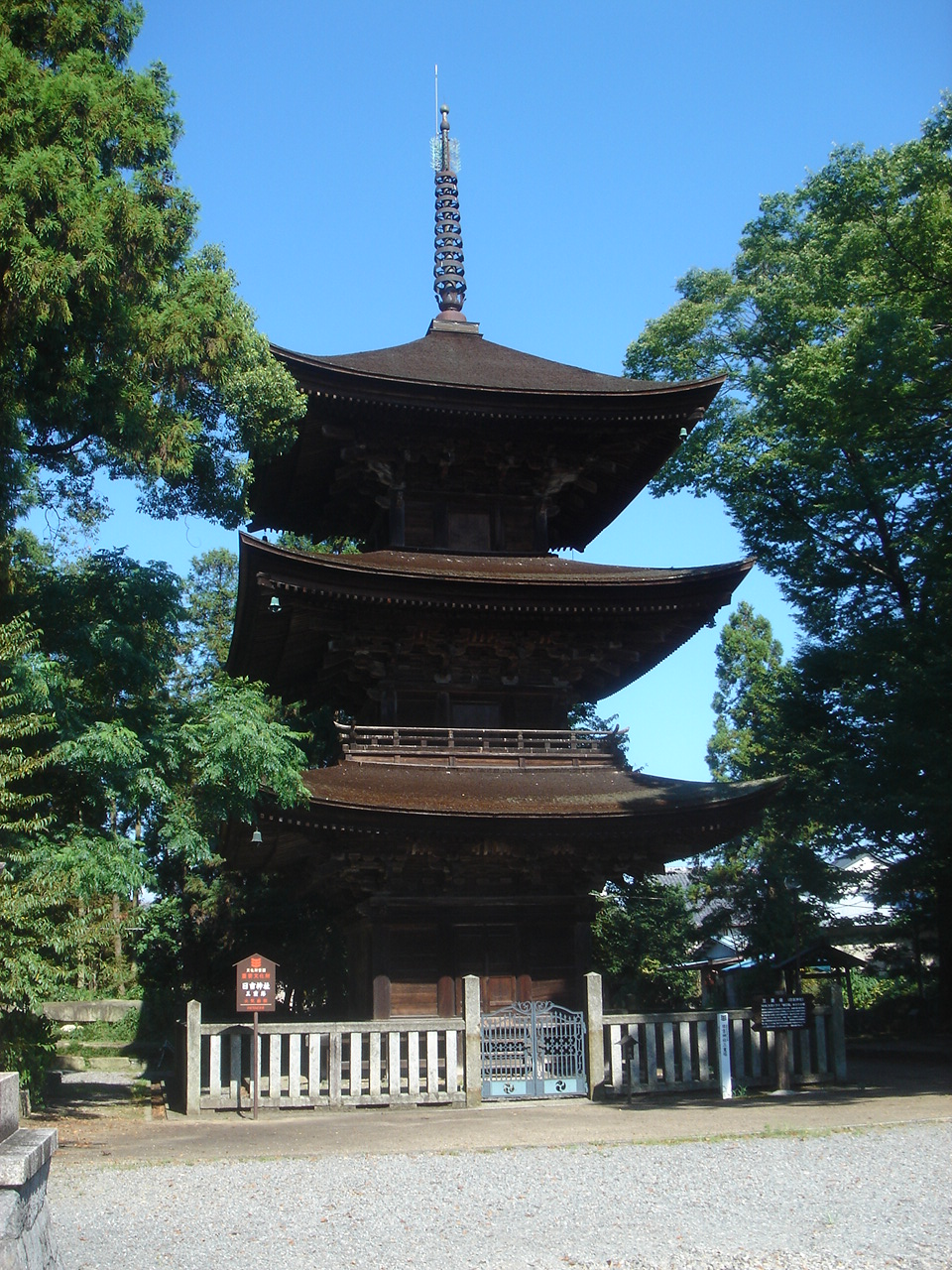
Pagode des Hiyoshi-Schreins

In Gōdo befindet sich der Hiyoshi-Schrein (日吉神社), dessen dreistöckige Pagode, Jizō-Holzstatue, elfgesichtige Kannon und Stein-Wächterlöwen als nationale Wichtige Kulturgüter eingestuft sind. Der bedeutendste buddhistische Tempel ist der Zengaku-in (善学院).

## Verkehr
Gōdo hat keinen Anschluss an eine nationale Fernstraße, jedoch an mehrere Präfekturstraßen. Die einzige Eisenbahnverbindung ist die Yōrō-Linie des regionalen Betreibers Yōrō Tetsudō mit Anschluss Richtung Ibigawa oder Kuwana in der Präfektur Mie.

## Bildung
In Gōdo befinden sich die Grundschulen Shimomiya, Gōdo, Minamihirano und Kita sowie die Mittelschule Gōdo.

## Weblinks

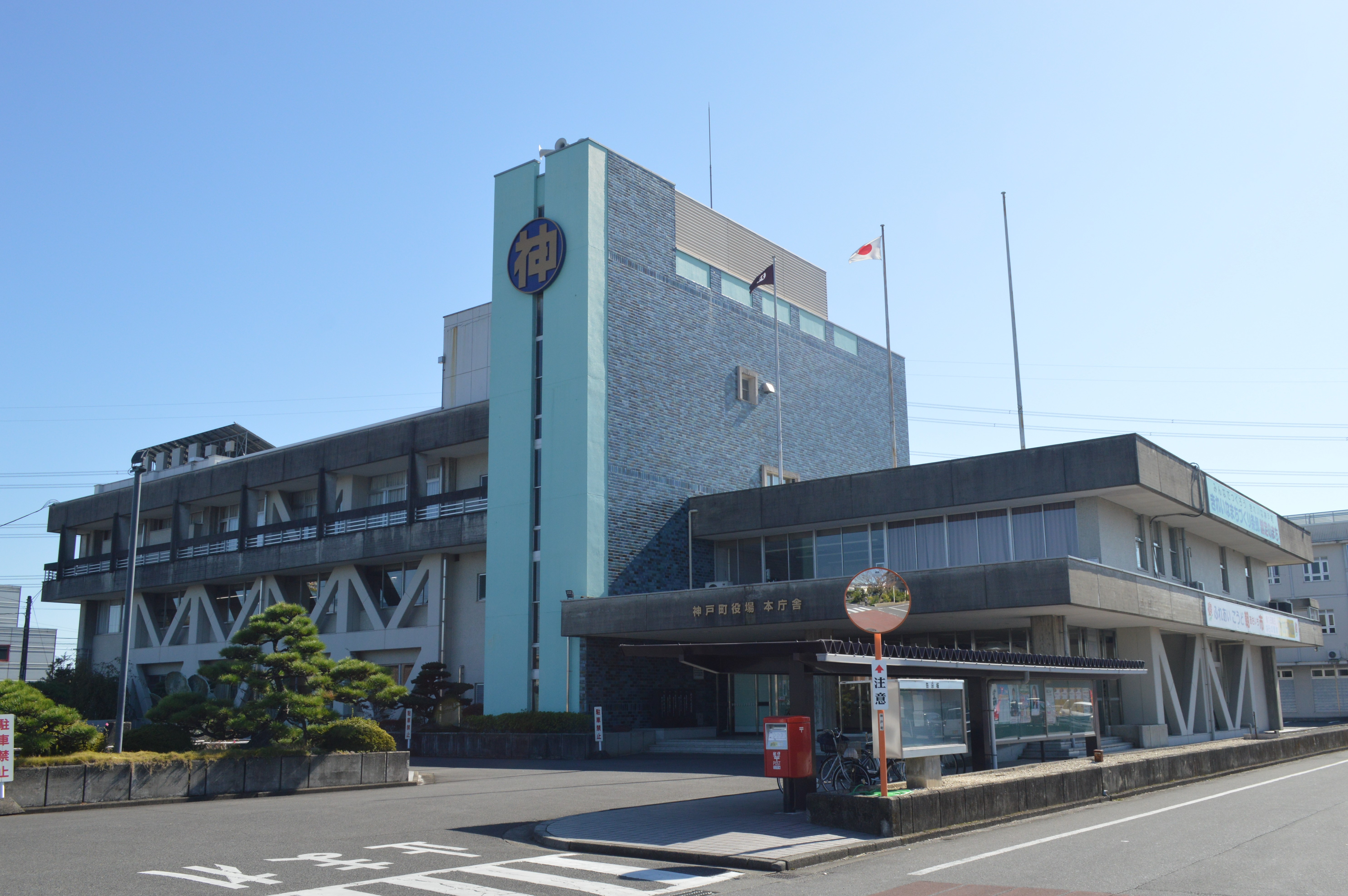
Rathaus